# 674 (numero)
Seicentosettantaquattro (674) è il numero naturale dopo il 673 e prima del 675.

## Proprietà matematiche
- È un numero pari.
- È un numero composto con 4 divisori: 1, 2, 337, 674. Poiché la somma dei suoi divisori (escluso il numero stesso) è 340 < 674 è un numero difettivo.
- È un numero semiprimo.
- È un numero nontotiente.
- È un numero palindromo nel sistema numerico esadecimale.
- È parte delle terne pitagoriche (350, 576, 674), (674, 113568, 113570).
- È un numero congruente.
- È un numero malvagio.

## Astronomia
- 674 Rachele è un asteroide della fascia principale del sistema solare.
- NGC 674 è una galassia spirale della costellazione dell'Ariete.

## Astronautica
- Cosmos 674 è un satellite artificiale russo.